# 古井千佳夫
古井 千佳夫（ふるい ちかお、1967年3月22日 - ）は、鹿児島テレビの社員で、元アナウンサー。

## 略歴
静岡県沼津市出身。静岡県立沼津東高等学校、日本大学芸術学部卒業後、1990年にKTS入社。1994年4月『めざましテレビ』スタートと同時に鹿児島地区のリポーターを担当。
1996年7月の『第10回FNSの日・1億2500万人の超夢リンピックでは全国フリースロー大会の鹿児島応援アナとして指宿いわさきホテル・庭園から中継を入れ鹿児島が決勝戦進出。全国優勝と完全優勝の二重の喜びを味わったが翌年の1997年は1回戦で早々と姿を消した。
2001年2月、FNSアナウンス大賞をKTSで初めて受賞した後、2003年から報道部記者兼務に、2004年は報道部記者として鹿児島市長選挙などを担当。2005年3月から2007年2月まで、東京支社営業部勤務、2007年2月から1年間、本社企画事業部でイベント運営などを担当したが、2008年2月、アナウンス部に復帰した。2015年2月より東京支社業務部長。

## 関連人物
- 崎島誠 - 元同僚アナウンサー。KTSがフジテレビ・日本テレビクロスネット時代の看板アナウンサーで『ズームイン!!朝!』鹿児島担当キャスターで有名だった。1994年4月1日のKYT鹿児島読売テレビの開局でクロスネットが解消されたのと『めざまし』のスタートに伴って『ズーム～』を降板、全国ネットの表舞台から姿を消した。
- 佐藤陽子 - 『めざまし』2代目担当リポーター。現在は結婚退職している。
- 坪内一樹 - 『めざまし』3代目担当リポーターで、古井の大学の後輩。
- 上片平健 - 『めざまし』4代目担当リポーター、現在の担当。